# トラップ (音楽のジャンル)
トラップ（Trap）とは、ハードコア・ヒップホップから派生したヒップホップの1つ。トラップのビートにイギリス発祥のダブステップの要素を取り込んだダンスミュージック（ベースミュージック）のジャンルも存在する。アメリカ合衆国を中心に、その人気を拡大した。

## 歴史
2000年代前半に、サザン・ヒップホップやクランクから派生して生まれたジャンルである。重低音を強調したビートに、トラップ特有のハイハットの連続音や、派手な電子音を加えるスタイルが一般的。トラップとは、「コカイン密売所」を表すスラングで、アトランタが、このジャンルの発祥地とされている。先駆者とされるアーティストは、2003年以降に活躍したT.I.やヤング・ジージーだが、2010年代に入ってからも2チェインズやリック・ロス、ワカ・フロッカ・フレイム、フューチャーらのヒットにより、トラップ人気が継続した。2 Chainzの2012年発表のアルバム『Based on a T.R.U. Story』は、全米で50万枚以上を売り上げ、ゴールドディスクを獲得した。近年はシンセサイザーを用いたテクノ色の強いサウンドや、ダブ・ステップ寄りのサウンドまで登場しており、独創的で退廃的な世界観で人気を博しているオルタナティブ・ヒップホップ勢と比べ、流行を意識したメインストリーム寄りのサウンドが多い。代表的なプロデューサーとして、ワカ・フロッカ・フレイムやグッチ・メインの楽曲を多く手掛けたレックス・ルガー等がいる。また、EDMのジャンルではトラップステップ、フューチャーベースなどがクラブで人気のジャンルとなっている。EDMトラップの代表的なプロデューサーとしては、DJ Snake、Major Lazor、Diplo等がいる。

## 代表的なアーティスト

### 2000年代
- スリー・6・マフィア
- UGK
- グッチ・メイン
- ヤング・ジージー
- T.I.
- トミー・ライトIII

### 2010年代
- 2チェインズ
- チーフ・キーフ
- フレド・サンタナ
- リック・ロス
- ドレイク
- ワカ・フロッカ・フレイム
- ミーゴス
- フューチャー
- トラヴィス・スコット
- ヤング・サグ
- カーディB

## 代表的なプロデューサー
- DJトゥーンプ
- ゼイトーヴェン
- マニー・フレッシュ
- トニー・トッド
- DJポール
- ジューシーJ
- メトロ・ブーミン
- レックス・ルガー
- ヤング・チョップ

## 主な楽曲
- "24's" (2003) - T.I.
- "B.M.F. (Blowin' Money Fast)" (2010) - リック・ロス
- "Hard in da Paint" (2010) - ワカ・フロッカ・フレイム
- "I Don't Like" (2012) - チーフ・キーフ
- "Versace" (2013) - ミーゴス
- "Ocho Sinco" (2013) - フレンチ・モンタナ
- "Trap Queen" (2014) - フェティ・ワップ
- "Tuesday" (2014) - アイラヴマコーネン
- "F*ck Up Some Commas" (2014) - フューチャー
- "Antidote" (2015) - トラヴィス・スコット
- "Jumpman" (2015) - ドレイク & フューチャー